# Mallophora bergii
Mallophora bergii är en tvåvingeart som beskrevs av Lynch Arribalzaga 1880. Mallophora bergii ingår i släktet Mallophora och familjen rovflugor.
Artens utbredningsområde är Uruguay. Inga underarter finns listade i Catalogue of Life.